# Artashar
Artashar là một đô thị thuộc tỉnh Armavir, Armenia. Dân số ước tính năm 2011 là 1359 người.